# Tretjärnarna (Offerdals socken, Jämtland, 706381-138693)
Tretjärnarna är en sjö i Krokoms kommun i Jämtland och ingår i Indalsälvens huvudavrinningsområde.